# Palito (danza)
El palito es una danza folklórica argentina de ritmo similar al de la chacarera o el escondido porque, como estos, alterna figuras de vueltas, avances y retrocesos con zapateos por parte del varón y zarandeos por parte de la mujer. 
Esta picaresca danza fue popular en el noroeste argentino, en la región pampeana e incluso en zonas rurales de la Provincia de Buenos Aires, bailándose desde 1840 hasta fin de ese siglo. 
Esta danza se bailaba en zonas prostibularias. Su fama era sumamente negativa —hay voces que señalan que su propio nombre, palito, hace alusión al pene- hasta tal punto que Juan Manuel de Rosas llegó a prohibirla.